# Kurtis Downs
Kurtis Downs (25 de marzo de 1992) es un deportista estadounidense que compite en ciclismo en la modalidad de BMX estilo libre. Consiguió una medalla de bronce en los X Games.

## Medallero internacional
| \| X Games de Verano \| X Games de Verano \| X Games de Verano \| X Games de Verano \| \| Año \| Lugar \| Medalla \| Prueba \| \| ----------------- \| --------------------------- \| ----------------- \| ----------------- \| \| 2017 \| Mineápolis (Estados Unidos) \| Medalla de bronce \| Big air \| |                             |                   |         |
| X Games de Verano |                             |                   |         |
| Año | Lugar                       | Medalla           | Prueba  |
| 2017 | Mineápolis (Estados Unidos) | Medalla de bronce | Big air |